# Duitsland
De Bondsrepubliek Duitsland (BRD) (Duits: Bundesrepublik Deutschland), kortweg Duitsland (Duits: Deutschland), is een land in West- en of Centraal-Europa. Het heeft een grondgebied van 357.022 km² en grenst in het noorden aan de Oostzee, de Noordzee en Denemarken, in het oosten aan Polen en Tsjechië, in het zuiden aan Oostenrijk en Zwitserland en in het westen aan Frankrijk, Luxemburg, België en Nederland. Duitsland heeft met 83.222.442 inwoners (30 september 2021) de grootste bevolking van alle landen in de Europese Unie. De hoofdstad en grootste stad van het land is Berlijn.
De Duitse geschiedenis begint in zekere zin reeds in de 1e eeuw v.Chr., toen al sprake was van Germanië, een gebied dat bewoond werd door vooral Germaanse stammen. Een Duitse staat liet langer op zich wachten. Het Heilige Roomse Rijk, dat ruwweg tussen 800 en 1800 bestond, kan gezien worden als voorloper, maar had veel minder centraal gezag, net als zijn opvolger, de Duitse Bond (1815-1866). Daarna kwam de Duitse eenwording pas echt op gang en zo ontstond in 1871 het Duitse Rijk, dat grotendeels de huidige landsgrenzen omvatte. Deze staat werd, door de afschaffing van de monarchie na de novemberrevolutie van 1918, voor het eerst een republiek; de Weimarrepubliek. Onder het nazibewind (1933-1945) was Duitsland een dictatuur, ontketende het de Tweede Wereldoorlog en voerde het de Holocaust uit. Duitsland verloor de oorlog en werd daarna opgedeeld in de Bondsrepubliek Duitsland (West-Duitsland) en de Duitse Democratische Republiek (Oost-Duitsland of DDR). Na de val van het communisme kwam in 1990 de Duitse hereniging tot stand en traden de zes Oost-Duitse deelstaten toe tot de Bondsrepubliek.
De Bondsrepubliek Duitsland is een federatie van zestien deelstaten, in het Duits Bundesländer of Länder (enkelvoud Land) geheten. Het is een federale republiek en een belangrijk lid van de economische, politieke en militaire organisaties in Europa en de wereld. Het land is onder andere lid van de Europese Unie en de eurozone, de VN, de NAVO en de G8. Duitsland is daarnaast de belangrijkste handelspartner van Nederland en België en was in 2014 de vierde economie naar nominaal bnp, de op twee na grootste exporteur (2011) en de op twee na grootste importeur (2011) ter wereld.

## Geografie
Duitsland ligt in de westelijke helft van Centraal-Europa, in het noorden grenzend aan de Oostzee, de Noordzee en Denemarken, in het oosten aan Polen en Tsjechië, in het zuiden aan Oostenrijk en Zwitserland en in het westen aan Frankrijk, Luxemburg, België en Nederland. Oude beschrijvingen noemen Duitsland het land tussen de zee en de Alpen.
Het land kan in drie belangrijke geografische gebieden worden verdeeld: de Duitse Laagvlakte in het noorden, de centrale Duitse middengebergten, en in het zuiden, de Alpen. Het klimaat is gematigd, al is er aanzienlijke variatie. Bijna twee derde van de bossen van het land bestaat uit naaldbomen, de rest is hoofdzakelijk beukenbos.
Duitsland heeft tamelijk weinig bodemschatten, alhoewel er steenkool ontgonnen werd in het Ruhrgebied, het Sauerland en de Eifel, wat belangrijk was voor de industrialisatie. De landbouwgrond is meestal erg vruchtbaar.
Duitsland telt 16 nationale parken en meer dan 100 natuurparken.
Op het Duitse grondgebied liggen 16 deelstaten, in het Duits officieel Länder (enkelvoud Land, vaak in de vorm Bundesländer) geheten. Ze hebben vele bevoegdheden en ook medezeggenschap op het federaal niveau.

### Windstreken

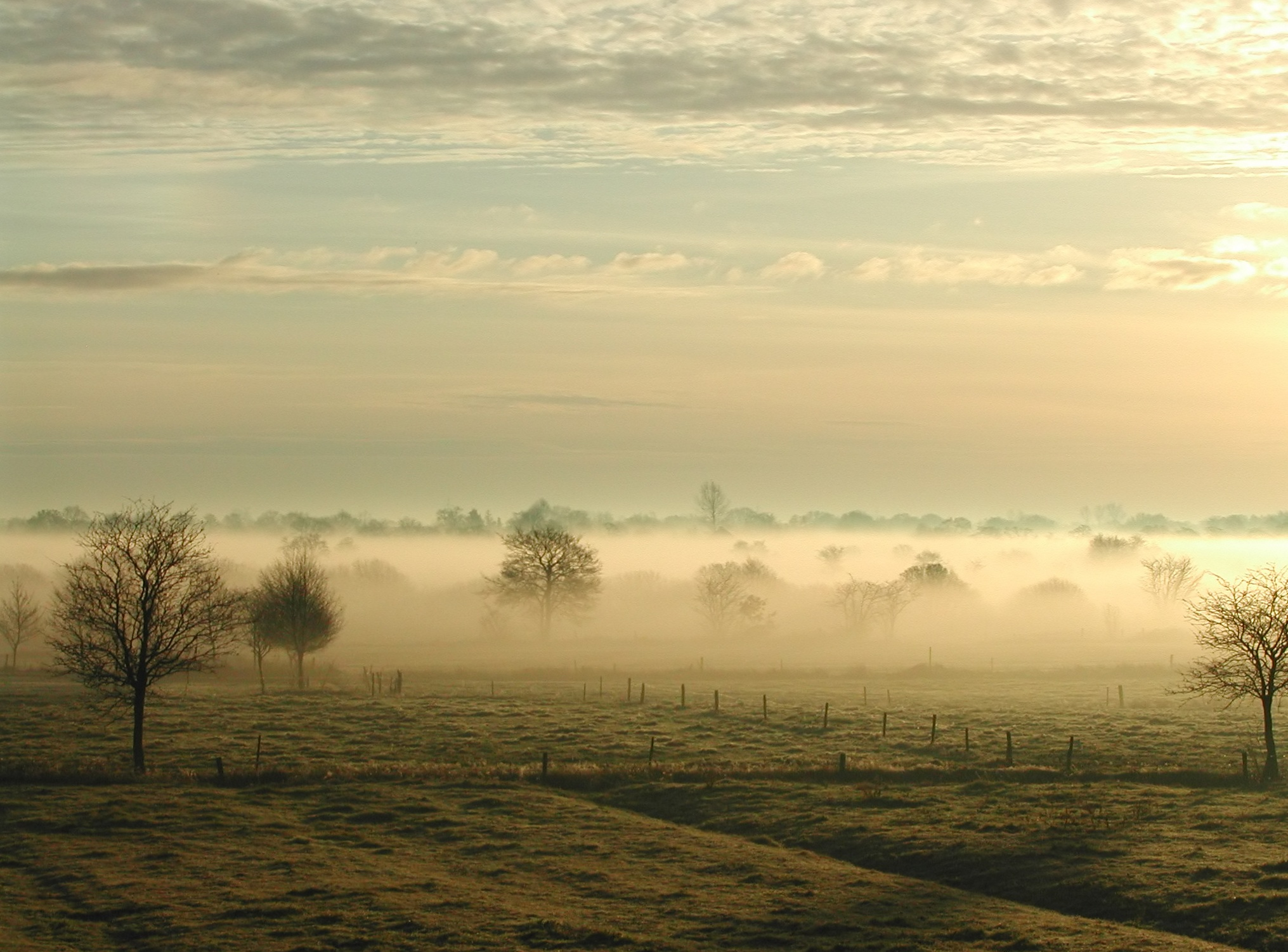
Mist boven de velden in Oost-Friesland

In het noorden telt men naast Hamburg en Bremen, die zelfstandige deelstaten zijn, ook de deelstaten Nedersaksen en Sleeswijk-Holstein; vaak wordt ook het voormalig Oost-Duitse Mecklenburg-Voor-Pommeren daartoe gerekend. Het Noorden ligt aan Noordzee en Oostzee en wordt onder meer door de rivieren Eems (Ems), Wezer (Weser), Elbe en de Oder doorstroomd. Het gebied is overwegend plat (Noord-Duitse Laagvlakte) tot licht glooiend en relatief dunbevolkt. De grootste stad is Hamburg met 1,7 miljoen inwoners; het is een belangrijk industrieel centrum en heeft een van de grootste havens van Europa. In mindere mate geldt hetzelfde voor Bremen en Kiel. Het noorden is zwaar gecultiveerd, ondanks de slechte grond. De gewassen uit deze streek zijn onder andere tarwe, rogge, gerst, haver, aardappels en suikerbieten. Er wordt veel melkvee gefokt, vooral in Sleeswijk-Holstein. Varkensvlees, rundvlees en kip zijn andere veeproducten die uit het noorden komen. In het algemeen is het noorden van Duitsland, op het oosten na, het economisch zwakste deel van Duitsland.

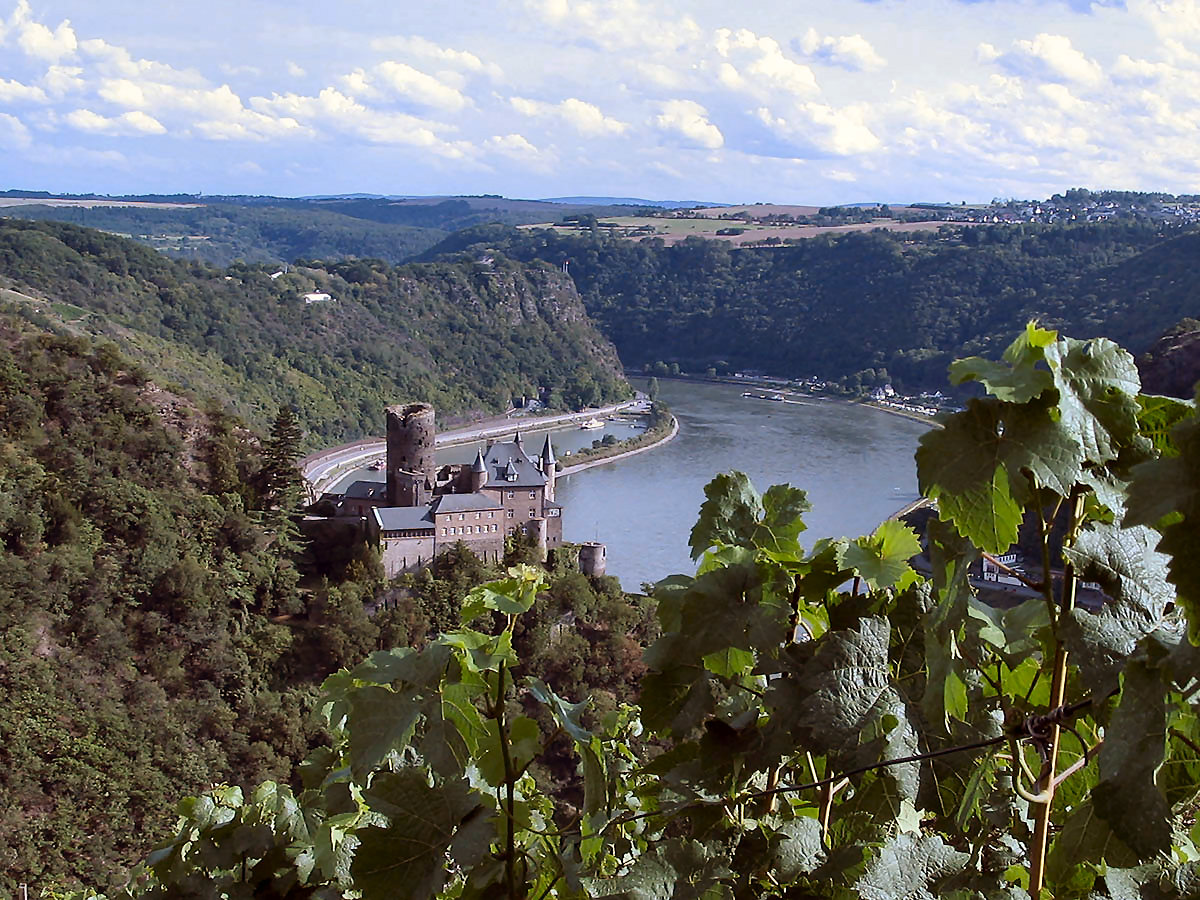
De Rijn ter hoogte van de Lorelei

Noordrijn-Westfalen (NRW), dat aan Nederland en België grenst, is de deelstaat met de meeste inwoners (18 miljoen) en wordt meestal als het westen van Duitsland aangeduid. Verder kan men Rijnland-Palts, Hessen en het kleinere Saarland tot het westen rekenen. De grootste stad is Keulen (Köln) met rond één miljoen inwoners, belangrijk is de NRW-hoofdstad Düsseldorf met zijn grote luchthaven en het Ruhrgebied met in totaal meer dan vijf miljoen inwoners. Al deze steden liggen in NRW, noemenswaardig zijn verder de Rijnland-Paltse hoofdstad Mainz en vooral Frankfurt am Main in Hessen. West-Duitsland is grotendeels een heuvelachtig gebied met de Rijn en de Moezel als hoofdrivieren. De Rijn stroomt tussen Bingen en Bonn door een steile kloof. Dit gedeelte van de Rijnvallei is beroemd om zijn spectaculaire landschap, wijngaarden en kastelen. Langs de noordelijke rand van de Rijnvallei liggen de industriële gebieden van Duitsland, waaronder het Ruhrgebied, dat wél door grotere werkloosheid wordt geteisterd. De zuidelijke sectie van het Rijnland, dat de Eifel en Hunsrück-bergen bevat, is grotendeels landbouwgrond en heeft beroemde wijngaarden, vooral in de vallei van de Moezel.

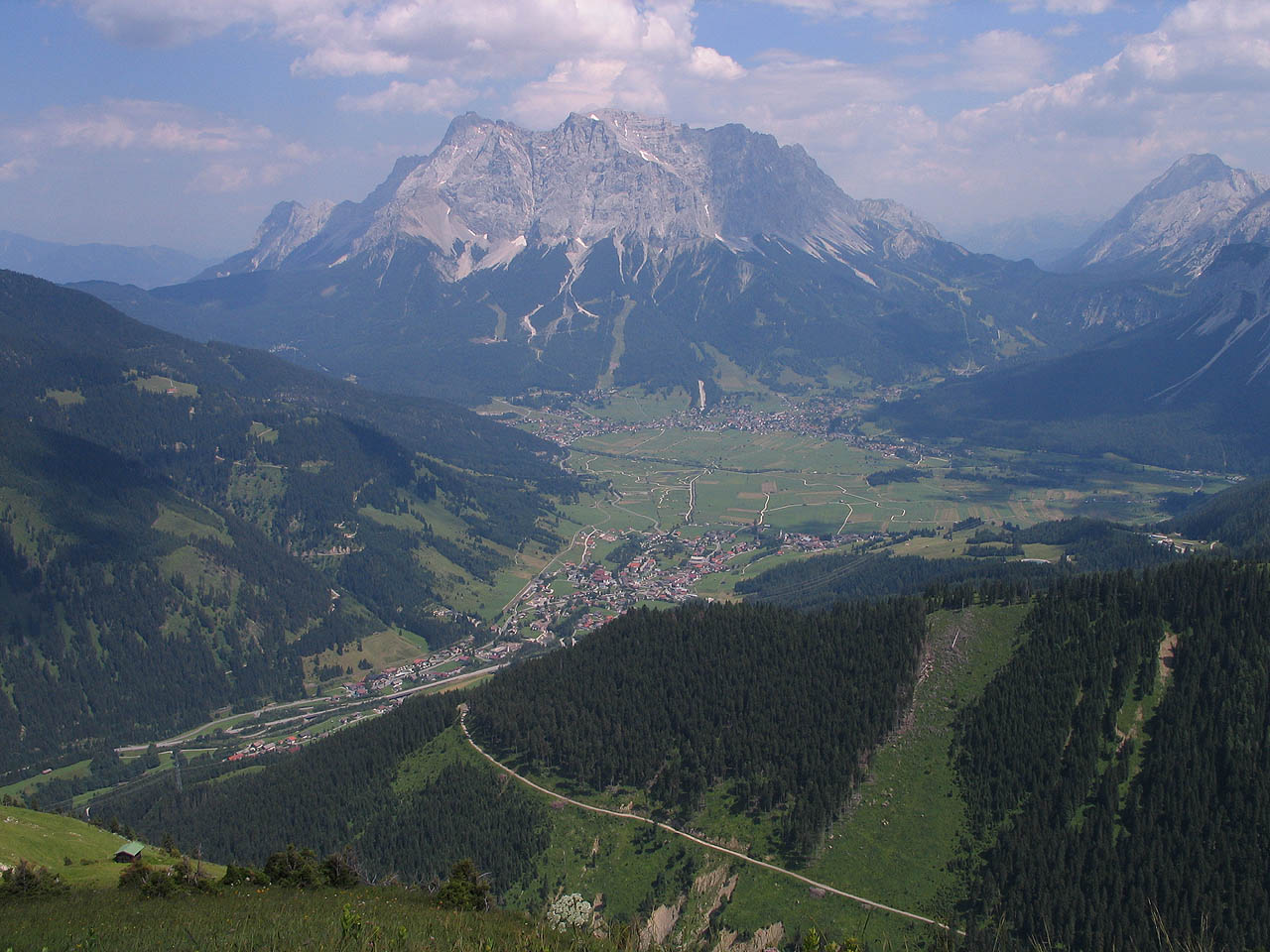
De Zugspitze, het hoogste punt van Duitsland, in het zuidelijke Beieren

Vóór 1945 verstond men onder Oost-Duitsland vooral het oude Pruisen ten oosten van de rivier de Elbe. Daarna was het begrip voorbehouden aan de verloren Ostgebiete (die vanaf 1945 grotendeels in Polen liggen). Nu bedoelt men er het grondgebied van de voormalige (communistische) Duitse Democratische Republiek mee, dus de 'nieuwe deelstaten' Brandenburg, Saksen, Saksen-Anhalt, Thüringen en het onder Noord-Duitsland al vermelde Mecklenburg-Voor-Pommeren. De deelstaat en Duitse hoofdstad Berlijn omvat met zijn westerse helft ook een gebied dat tussen 1945 en 1990 nauw met de Bondsrepubliek was verbonden. Berlijn met zijn circa 3,4 miljoen inwoners ligt zo'n 60 kilometer van de grens met Polen. In het zuiden van het oosten zijn de industriële centra gevestigd dicht bij de Elbe en zijn zijrivieren. De belangrijkste steden zijn hier Leipzig, Dresden, Chemnitz, Halle en Erfurt.
In het zuiden liggen de twee grote deelstaten Beieren en Baden-Württemberg. München, de Beierse hoofdstad, is de grootste stad in het zuiden met 1,3 miljoen inwoners en een belangrijk economisch en cultureel centrum. Stuttgart is de hoofdstad van Baden-Württemberg. In het algemeen is het zuiden het rijkste gedeelte van Duitsland. Door het zuiden stromen de rivieren de Donau, Iller, Lech, Isar, Neckar en de Main. Het hoogste punt is de Zugspitze (2962 m) in de Beierse Alpen. Verder bestaat het gebied uit plateaus en beboste bergen, bijvoorbeeld het Zwarte Woud, de hooglanden van Zwaben en het Bohemer Woud. Het gebied rondom het Bodenmeer is een populair toeristengebied. De belangrijkste landbouwproducten van het gebied zijn fruit, tarwe, gerst en zuivelproducten.

### Klimaat
Het merendeel van Duitsland heeft een gematigd seizoensgebonden klimaat dat gedomineerd wordt door vochtige westelijke winden. Het land is gelegen tussen het maritieme klimaat van West-Europa en het continentale klimaat van Oost-Europa. Het klimaat wordt gematigd door de Noord-Atlantische stroom, het noordelijke vervolg van de Golfstroom. Het warme water in deze zeestroom heeft gevolgen voor de gebieden die aan de Noordzee grenzen; zo hebben Noord- en Noordwest-Duitsland een maritiem klimaat. In Duitsland valt gemiddeld 789 mm neerslag, gelijkmatig verdeeld over de maanden, per jaar.
In Duitsland zijn er intern kleine klimaatverschillen. Zo hebben Noord- en Midden-Duitsland over het algemeen zachte zomers en frisse, vochtige winters. In het zuiden en in de middelgebergtes zoals het Harzgebergte, het Zwarte Woud en in Beieren zijn de zomers warmer, de winters kouder en valt er meer sneeuw.

### Steden
Er zijn vele grote Duitse steden, de meeste in het zuiden en westen. De vijftien grootste zijn:

| Naam              | Inw. 1990 | Inw. 2000 | Inw. 2006 | Inw. 2013 | Oppervlakte in km² | Inw./km² | Jaarlijkse groei in % (2012-2013) | 'Großstadt' eerste keer | Deelstaat           |
| ----------------- | --------- | --------- | --------- | --------- | ------------------ | -------- | --------------------------------- | ----------------------- | ------------------- |
| Berlijn           | 3.433.695 | 3.382.169 | 3.404.037 | 3.421.829 | 891,70             | 3.837    | 1,38                              | 1740                    | Berlijn             |
| Hamburg           | 1.652.363 | 1.715.392 | 1.754.182 | 1.746.342 | 755,30             | 2.312    | 0,70                              | 1787                    | Hamburg             |
| München           | 1.229.026 | 1.210.223 | 1.294.608 | 1.407.836 | 310,70             | 4.531    | 1,41                              | 1854                    | Beieren             |
| Keulen            | 953.551   | 962.884   | 989.766   | 1.034.175 | 405,16             | 2.553    | 0,96                              | 1855                    | Noordrijn-Westfalen |
| Frankfurt am Main | 644.865   | 648.550   | 652.610   | 701.350   | 248,31             | 2.824    | 1,97                              | 1875                    | Hessen              |
| Stuttgart         | 579.988   | 583.874   | 593.923   | 604.297   | 207,35             | 2.914    | 1,06                              | 1874                    | Baden-Württemberg   |
| Düsseldorf        | 575.794   | 569.364   | 577.505   | 598.686   | 217,41             | 2.754    | 0,84                              | 1882                    | Noordrijn-Westfalen |
| Dortmund          | 599.055   | 588.994   | 587.624   | 575.944   | 280,71             | 2.052    | 0,67                              | 1895                    | Noordrijn-Westfalen |
| Essen             | 626.973   | 595.243   | 583.198   | 569.884   | 210,30             | 2.710    | 0,53                              | 1896                    | Noordrijn-Westfalen |
| Bremen            | 551.219   | 539.403   | 547.934   | 548.547   | 325,42             | 1.686    | 0,38                              | 1875                    | Bremen              |
| Leipzig           | 511.079   | 493.208   | 506.578   | 531.562   | 297,37             | 1.788    | 2,06                              | 1871                    | Saksen              |
| Dresden           | 490.571   | 477.807   | 504.795   | 530.754   | 328,31             | 1.617    | 1,08                              | 1852                    | Saksen              |
| Hannover          | 513.010   | 515.001   | 516.343   | 518.386   | 204,14             | 2.539    | 0,83                              | 1873                    | Nedersaksen         |
| Neurenberg        | 493.692   | 488.400   | 500.855   | 498.876   | 186,37             | 2.677    | 0,76                              | 1881                    | Beieren             |
| Duisburg          | 535.447   | 514.915   | 499.111   | 486.855   | 232,80             | 2.091    | 0,01                              | 1904                    | Noordrijn-Westfalen |

## Geschiedenis

### Vóór de natiestaat

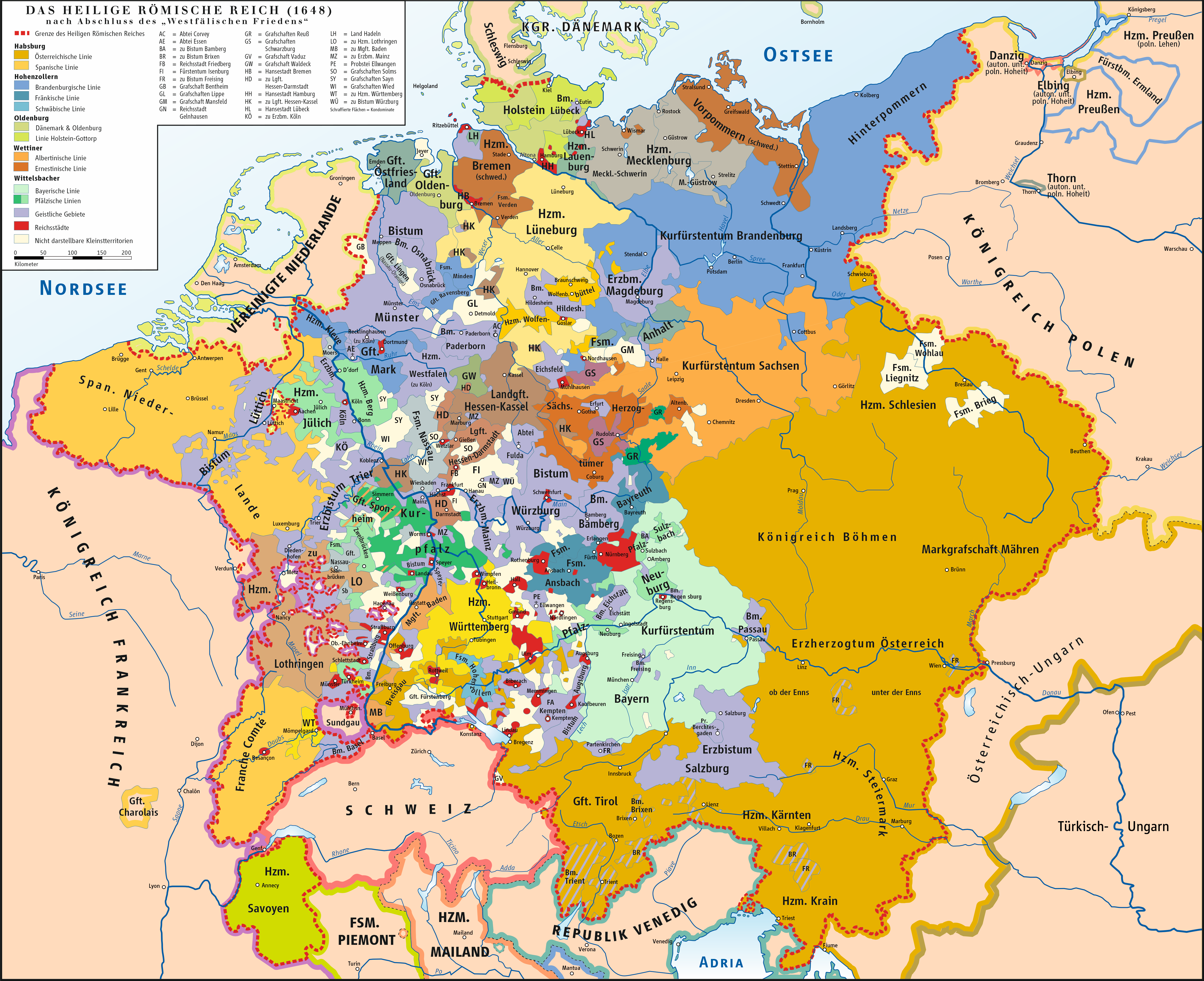
Het Heilige Roomse Rijk, 1648

Terwijl in andere streken van West-Europa enkele gecentraliseerde staten ontstonden, zoals Engeland, Frankrijk of Spanje, bleef het Heilige Roomse Rijk ('van de Duitse natie') in de middeleeuwen en daarna een soort confederatie (statenbond). De Duitse keizer had betrekkelijk weinig macht, en de modernisering in de vroege moderne tijd gebeurde op het niveau van de individuele landen. Vele streken, vooral in het agrarische en conservatieve oostelijke deel van het 'Roomse Rijk' liepen wat betreft ontwikkeling achter ten opzichte van de meer verstedelijkte westelijk gelegen streken. De keizer werd door de vorsten van sommige landen gekozen, de keurvorsten. Vanaf de 15e eeuw kwamen de meeste keizers uit het huis Habsburg, dat toen in Oostenrijk regeerde. Naast Oostenrijk en Beieren in het zuiden werd later ook Pruisen een van de belangrijkste Duitse staten.
In het tijdperk van de Franse Revolutie en Napoleon (1789-1815) veranderde Duitsland ingrijpend, onder meer door het verkleinen van het aantal Duitse staten van ruim 350 naar enkele tientallen. Vooral in het zuiden werden enkele middelgrote staten gevormd. Een groot deel van West- en Noord-Duitsland werd door Frankrijk geannexeerd, een ander maakte deel uit van de Rijnbond, feitelijk een Franse satellietstaat.

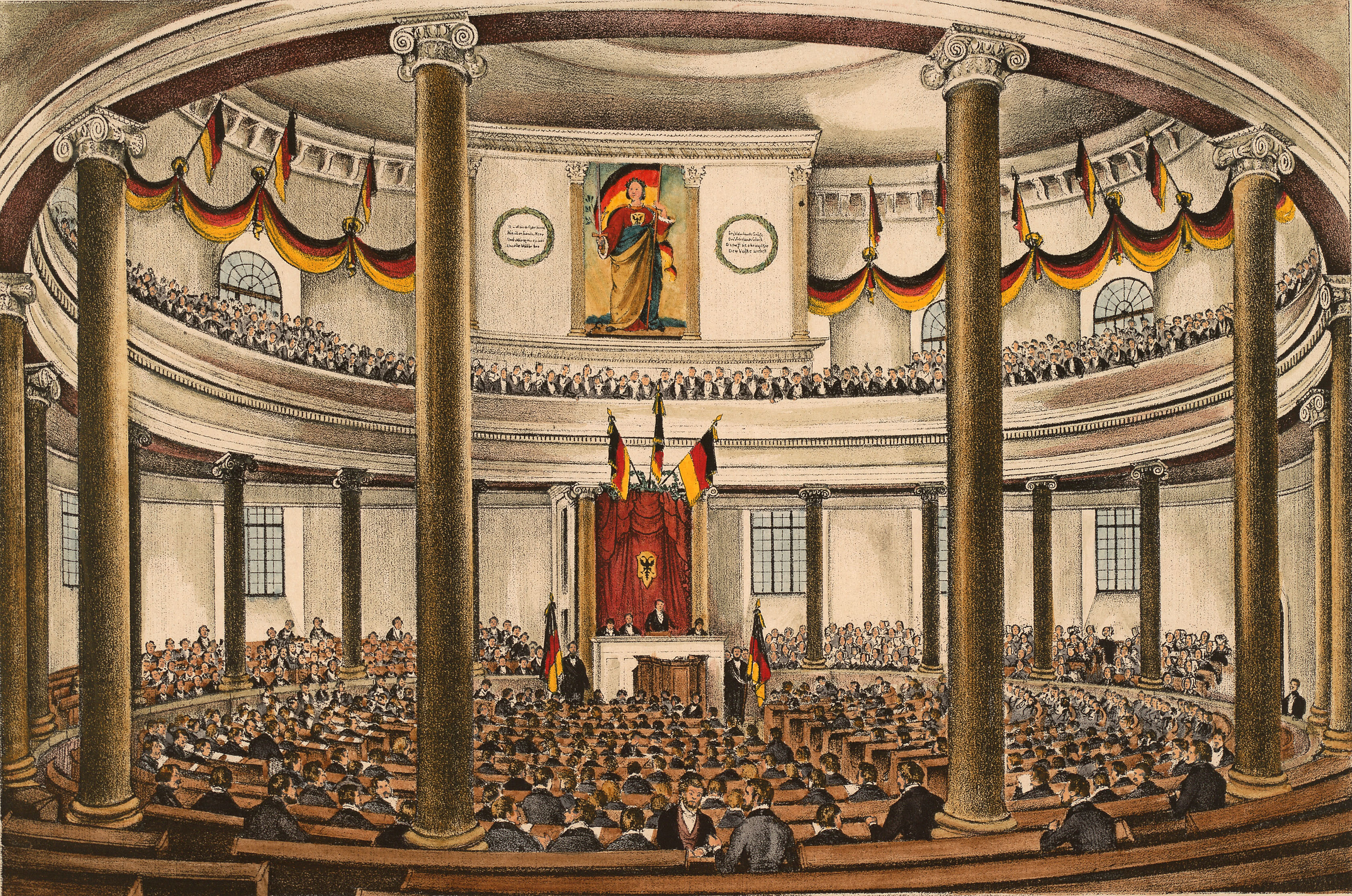
Maartrevolutie in Duitsland: het Frankfurter Parlement in de Paulskirche

Na 1815 vormden de meeste Duitstalige (maar ook niet-Duitstalige) gebieden de Duitse Bond, die net als het oude Rijk geen bondsstaat maar een statenbond was. Het voornaamste orgaan van de Bond was de Bondsvergadering (ook Bondsdag genoemd), een congres van afgevaardigden van de individuele vorsten. Onder hen was trouwens ook de koning van Nederland in zijn functie als groothertog van Luxemburg (later ook Limburg). Bij de opkomende liberale en nationale beweging was de Bond weinig geliefd: hij diende in hun optiek voornamelijk als instrument van de vorsten om de persvrijheid en de oprichting van politieke partijen te onderdrukken.
In maart 1848, na een nieuwe revolutie in Frankrijk, ontstonden ook onrusten in Duitsland. Bang voor een gewelddadige revolutie beloofden vele Duitse vorsten grondwetten en gekozen parlementen (voor zover die nog niet bestonden). Voor het eerst kozen de Duitsers een nationale vergadering. Ze kwam in Frankfurt bij elkaar (daarom Frankfurter Nationalversammlung) en moest Duitsland een nationale grondwet geven. De oude machten konden echter het roer weer keren en de revolutie in 1849 onderdrukken; de Pruisische koning nam de keizerkroon uit handen van de revolutionairen niet aan. Vele liberale verworvenheden in de individuele staten werden teruggedraaid. Toch maakte de democratische ervaring indruk; bijvoorbeeld het algemeen kiesrecht van 1848/1849 was het voorbeeld voor de latere natiestaat.

### Oprichting en ontwikkeling van de natiestaat
De Duitse Bond werd hersteld, maar in 1858/1859 kwam er weer beweging in de ontwikkeling naar een Duitse natiestaat. Het lukte de Pruisische minister-president Otto von Bismarck om in de jaren 1860 de Bond los te breken, een groot deel van de nationale beweging te winnen en met de (rechtse) liberalen samen te werken. Na de Duitse Oorlog tegen Oostenrijk in 1866 richtte Pruisen met de Noord-Duitse staten in 1867 de Noord-Duitse Bond op. Dit was de eerste Duitse natiestaat. Nog tijdens de Frans-Duitse Oorlog van 1870/1871 traden ook de Zuid-Duitse staten (behalve Oostenrijk en Liechtenstein) tot de Noord-Duitse Bond toe. Bij een nauwelijks veranderde grondwet nam de Bond de naam 'Duitse Rijk' aan. Onofficieel werd Duitsland tussen de jaren 1871 - 1918 meestal betiteld als het 'Duitse keizerrijk'. Pruisen maakte qua grondgebied en inwoneraantal twee derde van dit Duitsland uit.

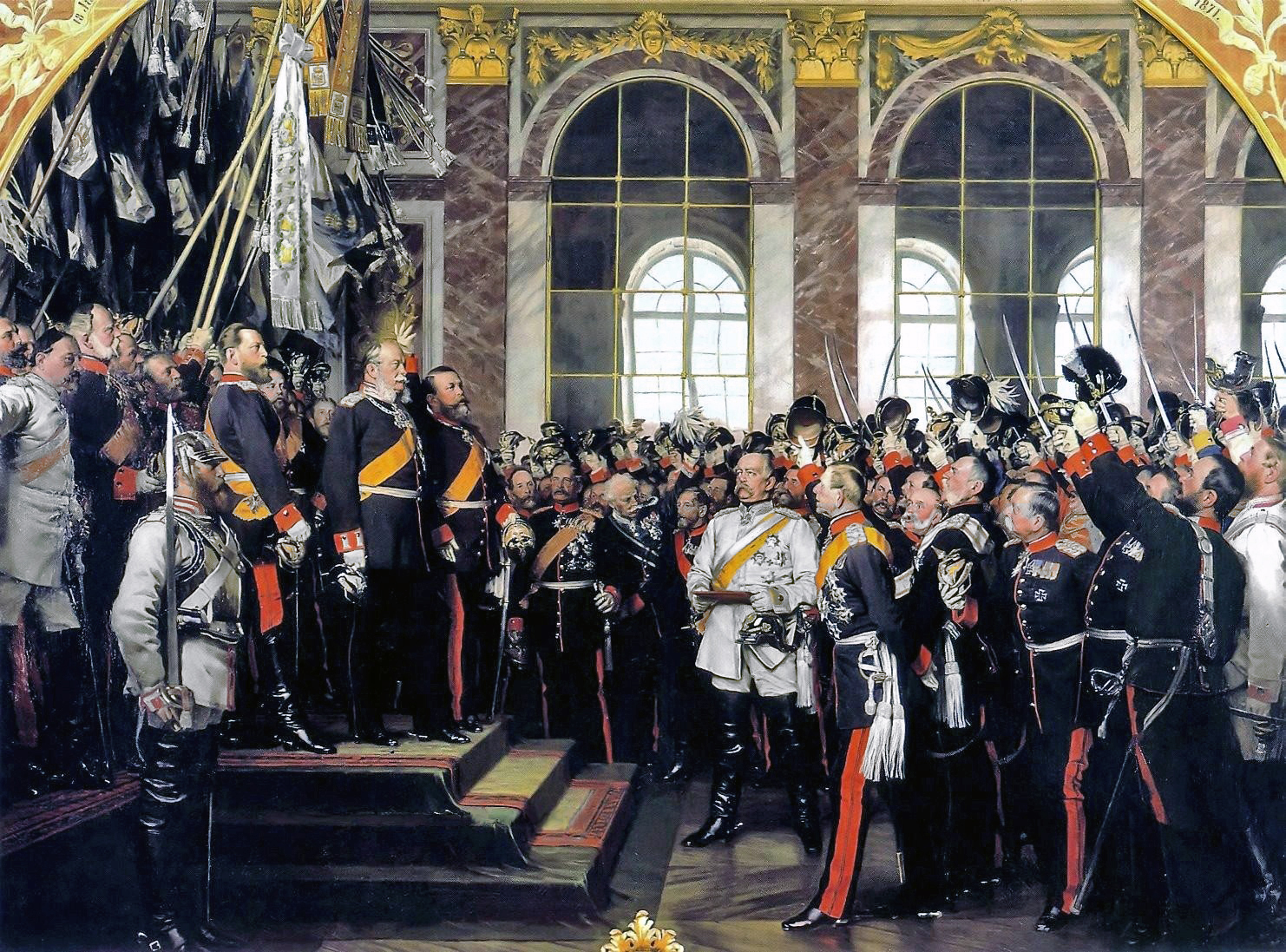
Proclamatie van het Keizerrijk 1871 in Versailles, befaamd schilderij van Anton von Werner

Het Duitse Keizerrijk was een moderne federale rechtsstaat met democratische elementen maar ook met een sterk conservatief aristocratisch karakter. Wetten kwamen tot stand door de toestemming van de Rijksdag, het gekozen nationaal parlement, en de Bondsraad, het orgaan van de vorsten. De Pruisische koning was de voorzitter van de Bondsraad met de titel Duitse keizer. De keizer stelde de rijkskanselier aan, die de facto de regeringsleider was. Omdat de liberalen in de Rijksdag sterk waren (later ook katholieken en sociaaldemocraten) was de politiek van rijkskanselier Bismarck moderner dan verwacht. Vanaf 1884 verwierf Duitsland ook koloniën (vooral in Afrika).
Tijdens het Keizerrijk vonden de hoogtijdagen van de industriële revolutie in Duitsland plaats. Naast verschillende liberale, katholieke, socialistische en pacifistische stromingen ontstonden ook antisemitische en (hyper)nationalistische. Rond 1900 was Duitsland een van de meest ontwikkelde landen en was het Duits na het Frans en het Engels de belangrijkste taal van de wereld. Het politieke stelsel bleef echter achter: de regering werd niet door het parlement bepaald.

### Eerste Wereldoorlog
De Europese grootmachten Groot-Brittannië, Frankrijk, Rusland en Duitsland concurreerden om (politieke en militaire) macht en (economische en culturele) invloed op de aarde. Er ontstond een wapenwedloop; uit Duits perspectief spanden de andere grootmachten samen om Duitsland te omcirkelen. Groot-Brittannië ging een alliantie met Frankrijk aan. Over de oorzaken van de Eerste Wereldoorlog wordt nog steeds getwist. In de crisis na de moord op de Oostenrijkse kroonprins, die tot de oorlog leidde, was het de houding van het toenmalige Duitsland dat een oorlog binnenkort sowieso te verwachten was en nu gunstiger moest uitkomen dan een paar jaar later.
De oorlog duurde vier jaar, doordat zowel Duitsland en de andere centrale machten alsook de geallieerden op een gunstig moment wachtten om een vredesvoorstel naar eigen voordeel te presenteren. Duitsland wilde in West- maar vooral in Oost-Europa grensgebieden van de buurlanden annexeren en een keten van afhankelijke landen opzetten, en de kans daarvoor leek gunstig nadat begin 1918 Rusland was verslagen. In de loop van de zomer werd echter duidelijk, nu steeds meer verse troepen uit Amerika het Europees strijdtoneel betraden, dat een Duitse overwinning er niet meer in zat. De Duitse militaire leiding liet de politiek in september weten dat ze de strijd moesten opgeven en dat er onderhandeld moest worden met de tegenstanders. In het land was, door onder anderen de nijpende voedseltekorten en de slecht verlopen oorlog, steeds meer sociale onrust ontstaan en tijdens de daardoor uitgebroken Novemberrevolutie werd de monarchie omvergeworpen en de keizer afgezet. Op 11 november tekende Duitsland een staakt-het-vuren en moest tegenover Frankrijk, het Britse Rijk en andere landen in feite capituleren. In 1918/1919 werd Duitsland een republiek, Weimarrepubliek genaamd. De Duitse bevolking leed honger en er dreigde een communistische revolutie. Begin 1919 kostte de Britse zeeblokkade die tijdens de oorlog begonnen was, maar na 11 november gewoon doorging naar schatting nog aan honderdduizend mensen het leven. In het voorjaar werd de voedselbevoorrading verbeterd. De Britten wilden vermijden dat Duitsland ten prooi zou vallen aan een bolsjewistische revolutie en dictatuur zoals in Rusland gebeurd was.
De overwinnaars legden het land met het daaropvolgende Verdrag van Versailles (1919) zware boetes op en namen het niet alleen alle koloniën af maar ook tien procent van het eigen grondgebied. Duitsland verloor het meest aan Frankrijk (Elzas-Lotharingen) en het heropgerichte Polen (voornamelijk West-Pruisen en Posen).

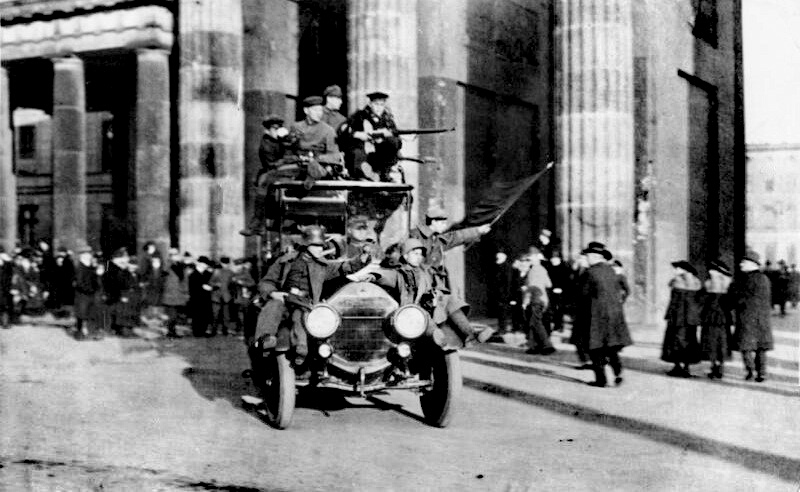
Novemberrevolutie in Berlijn, 9 november 1918, de laatste dag van de Duitse (Pruisische) monarchie.

De algemene onvrede onder de Duitsers over het verdrag van Versailles, dat eenzijdig door de overwinnaars werd opgesteld, en de zware lasten die het land daardoor opgelegd waren, het niet goed werkende politieke systeem, de sociale onrust en de wereldwijde economische crisis maakten in 1933 de weg vrij voor de overname van het land door de nationaalsocialisten onder leiding van Adolf Hitler die Duitsland in een totalitaire dictatuur veranderde.

### Nazi-Duitsland en Tweede Wereldoorlog
Hitler en zijn nazi-partij (de NSDAP) wilden de grootmachtsstatus van Duitsland van vóór de oorlog weer herstellen, met diplomatieke middelen maar desnoods ook door geweld, en stuurde aldus onvermijdelijk aan op oorlog. De door Hitler begonnen Tweede Wereldoorlog verliep aanvankelijk naar wens voor hem, onder andere Polen en Frankrijk werden verslagen en bezet, maar werd uiteindelijk de grootste catastrofe in de Duitse geschiedenis. De oorlog leidde in 1945 tot de totale bezetting van het land door de geallieerde Russische, Britse, Amerikaanse en Franse strijdkrachten. Vrijwel alle grote en middelgrote steden lagen in puin en de gehele industrie en infrastructuur was in de loop van de oorlog verwoest. De gebieden ten oosten van de Oder-Neissegrens werden aan Polen en de Sovjet-Unie toegewezen en de Duitse bevolking werd uit deze gebieden en de rest van Oost-Europa verdreven, waarbij velen omkwamen. De overlevenden van deze in totaal ruim 15 miljoen mensen werden opgenomen in de rest van Duitsland.

### Na de Tweede Wereldoorlog
De geallieerde bezettingsmachten konden in de naoorlogse jaren niet tot overeenstemming komen om Duitsland als eenheid te besturen. Politiek raakte Duitsland in 1946 gesplitst door de gedwongen fusie van de sociaaldemocratische Sozialdemokratische Partei Deutschlands met de communistische KPD tot Sozialistische Einheitspartei Deutschlands (SED) in de Sovjet-zone. Ook over de noodzakelijke geldhervorming konden de bezettingsmachten niet tot overeenstemming komen. De invoering van de D-mark in de westelijke bezettingszones in 1948 werd door de Sovjet-Unie beantwoord met de Blokkade van Berlijn. In november 1948 splitste de Sovjet-Unie het bestuur van Berlijn en stelde een eigen magistraat in voor Oost-Berlijn.
Op 23 mei 1949 kwam in de westelijke bezettingszones de Bondsrepubliek Duitsland tot stand, een parlementaire democratie. Daartoe werden twee akkoorden gesloten, het Bezettingsstatuut, met nadruk op de binnenlandse bevoegdheden, en het Akkoord van Petersberg, als aanzet voor het buitenlands beleid. De hoofdstad van de Bondsrepubliek werd Bonn, aan de rivier de Rijn. In de oostelijke bezettingszone van Duitsland richtten op 7 oktober van dat jaar de communisten met hulp van de Sovjet-bezetters een dictatuur op, Duitse Democratische Republiek (DDR) geheten. Al voor de oprichting van de DDR werd de Sovjet-zone door grensmaatregelen van het Westen afgesloten. Wel bleef de grens tussen West-Berlijn, dat door westerse troepen bezet bleef, en Oost-Berlijn open. Nadat ongeveer 3 miljoen Duitsers vooral via Berlijn uit de DDR naar het Westen waren gevlucht, bouwde het Oost-Duitse regime in 1961 de Berlijnse Muur.

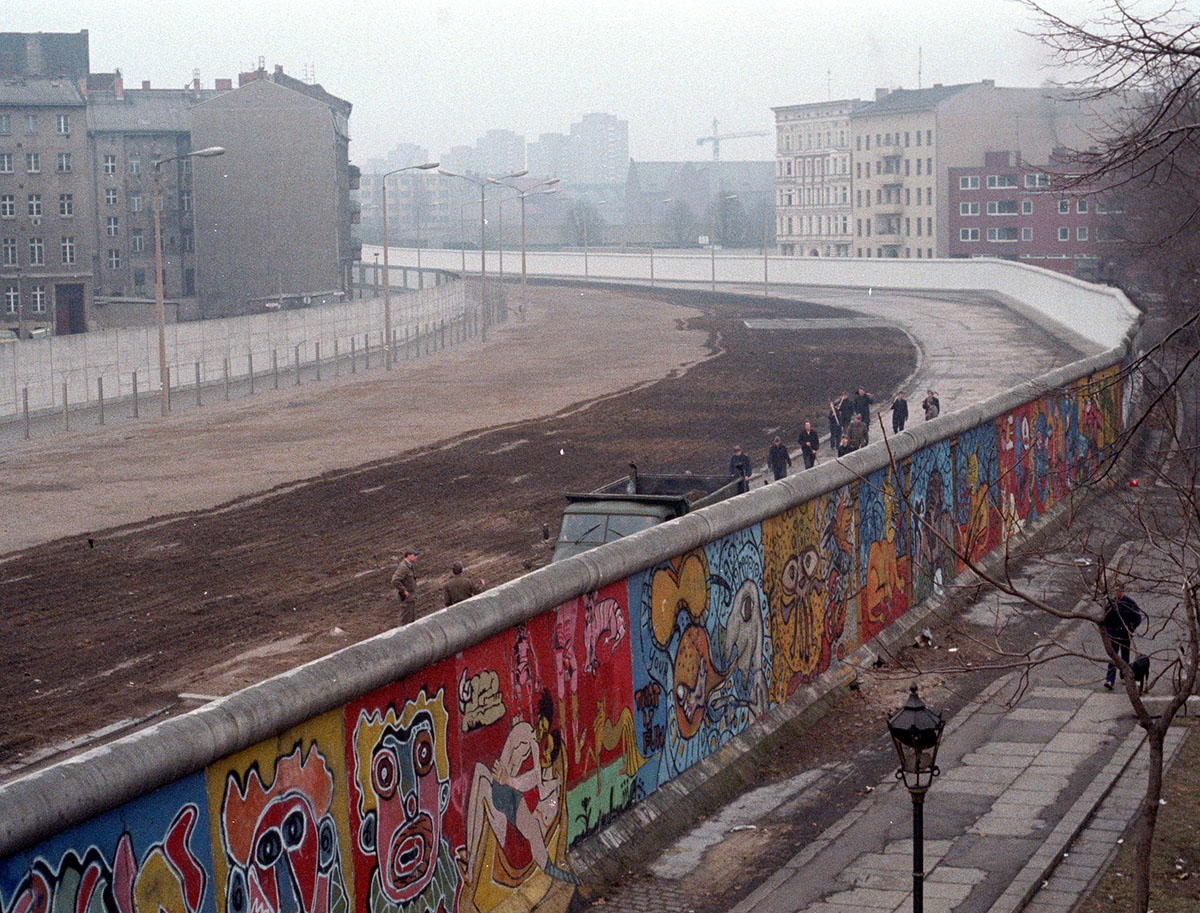
De Berlijnse Muur, enkele jaren voor Die Wende

Tijdens de jaren vijftig voltrok zich in de Bondsrepubliek het zogenoemde Wirtschaftswunder waarbij de steden, de industrie en economische infrastructuur weer werd hersteld. Dat werd mogelijk gemaakt door het Marshallplan van de Verenigde Staten en de inspanningen van de Duitsers zelf. Met de Verdragen van Parijs, die op 5 mei 1955 van kracht werden, werd de geallieerde bezetting opgeheven, de soevereiniteit van de Bondsrepubliek bekrachtigd en werd het toegestaan zich te herbewapenen en lid te worden van de NAVO, omdat de Bondsrepubliek onmisbaar was als westerse bondgenoot in de Koude Oorlog. Anders dan de twee andere grote Europese mogendheden, het Verenigd Koninkrijk en Frankrijk, heeft de Bondsrepubliek nooit nucleaire wapens ontwikkeld. De Bondsrepubliek was samen met de oude aartsvijand Frankrijk een van de initiatiefnemers van de ontwikkeling die tot de Europese Unie leidde. Wel werd Duitsland opnieuw het economische zwaartepunt van Europa, mede doordat de tijdens de oorlog totaal verwoeste industrie en infrastructuur op de meest moderne wijze weer werd herbouwd, aanvankelijk met hulp van het Marshallplan. Ook de grote en goed opgeleide bevolking was een belangrijk voordeel ten opzichte van de buren. En de vlak na de oorlog begonnen koude oorlog maakte het noodzakelijk voor het westen dat Duitsland zo sterk mogelijk werd als bondgenoot tegen het vijandelijke Warschaupact.
In 1989 viel het communisme in Oost-Europa, met als symbolisch hoogtepunt de val van de Muur op 9 november 1989. De opening van de grenzen tussen de twee Duitslanden leidde uiteindelijk tot de hereniging op 3 oktober 1990.
Het heeft de Bondsrepubliek Duitsland veel moeite gekost de twee delen van Duitsland ook in maatschappelijk en economisch opzicht te verenigen. Nog altijd maakt het voormalige Oosten in economisch opzicht een minder florissante ontwikkeling door dan het westen van Duitsland.

## Demografie

### Bevolking
Duitsland heeft 83.222.442 inwoners (30 september 2021). Circa 60 procent van de bevolking hangt een religie aan en 40 procent niet. Met bijna 31 procent (25,46 miljoen mensen) (31 december 2007) vormen de katholieken de grootste groep. Zij wonen hoofdzakelijk in het zuiden en het westen.
Sinds het begin van de jaren zeventig van de twintigste eeuw zijn miljoenen gastarbeiders uit andere landen (vooral voormalig Joegoslavië, Griekenland, Turkije en Italië) naar Duitsland gekomen om er te werken. Hieronder zijn er thans ongeveer 3,5 miljoen moslims, hoofdzakelijk Turken en Koerden. Op 31 december 2020 telde Duitsland 10,599 miljoen buitenlanders, daarmee heeft 12,7% van de bevolking een niet-Duits staatsburgerschap. 86,3% van de bevolking heeft een Duits staatsburgerschap. Na de Verenigde Staten is Duitsland de populairste migratiebestemming in de wereld.

### Religie

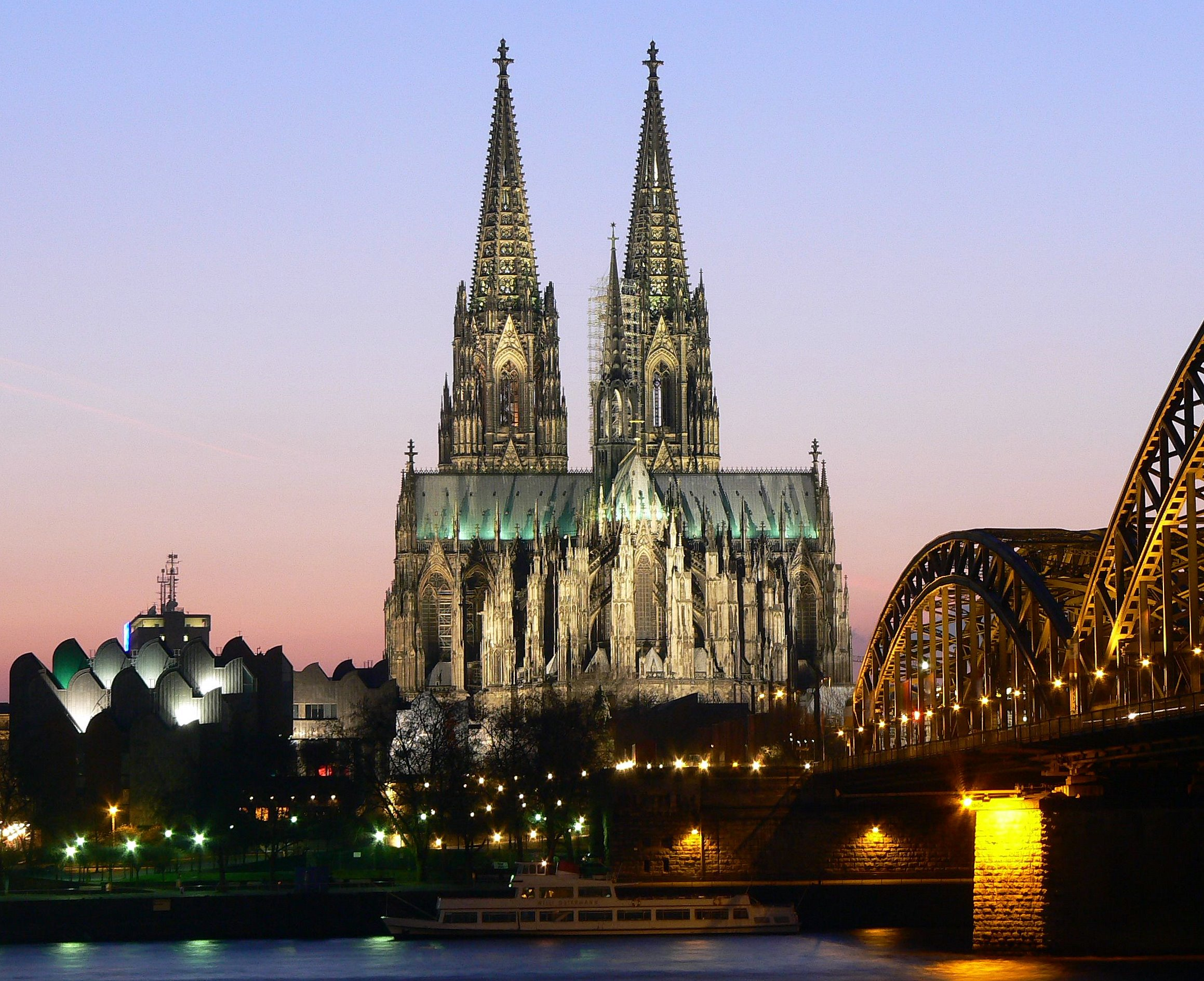
De Dom van Keulen is een van de grootste kerken ter wereld

Ongeveer 24,3 procent van de bevolking is lid van de Evangelische Kerk in Duitsland. Dit verbond van kerken is vooral luthers en deels gereformeerd (calvinistisch en zwingliaans). Zij wonen vooral in het noorden. Ongeveer even veel mensen in Duitsland zijn katholiek. Verder zijn er nog ongeveer 1,9 procent orthodoxe christenen. Bij elkaar is iets meer dan de helft van de Duitsers lid van een christelijke kerk. Cijfers over de kerkgang laten zien dat 4,2 procent van de bevolking 's zondags een katholieke kerk en 1,2 procent een EKD-kerk bezoekt. Er is een kleine joodse minderheid van 0,2 procent (meestal recente immigranten uit Oost-Europa en Rusland). 3,5% is moslim.
Meer dan de helft van de bevolking in het gebied van de voormalige DDR en in de noordelijke deelstaat Hamburg hangt geen godsdienst aan, was dat in 2007 33% in heel Duitsland in 2021 is dat 40%.
De katholieke en evangelische kerken en de synagogen worden gefinancierd door een bijzondere kerkbelasting op basis van de inkomstenbelasting. Daaraan is alleen door uittreden uit de kerkgemeenschap te ontkomen. Veel kerken kampen met groot verlies van leden en daardoor financiële problemen.

### Taal
De taal die in Duitsland wordt gesproken is hoofdzakelijk Duits. Deze Germaanse taal is nauw verwant aan het Nederlands, Engels en de Noord-Europese talen. Duits wordt ook in Oostenrijk, Zwitserland en andere aan Duitsland grenzende landen gesproken, maar het Duits heeft nergens zoveel sprekers als in Duitsland zelf. Naast het Standaardduits, ook Hochdeutsch genoemd, zijn er dialecten. De belangrijkste grens daarbij is die tussen de Noord- en de Zuid-Duitse dialecten. In het noorden werd oorspronkelijk Nederduits (Platt) gesproken. De dialecten van het zuidwesten (waarbij taalkundig ook het Zwitserduits hoort) verschillen van de rest.
Vrijwel alle Duitsers spreken Duits. De Denen, Friezen, zigeuners en Sorben zijn de inheemse niet-Duitssprekende minderheden. Vanwege recentere immigratie wordt in Duitsland ook veel Turks en Russisch gesproken.

## Politiek

### Politiek systeem

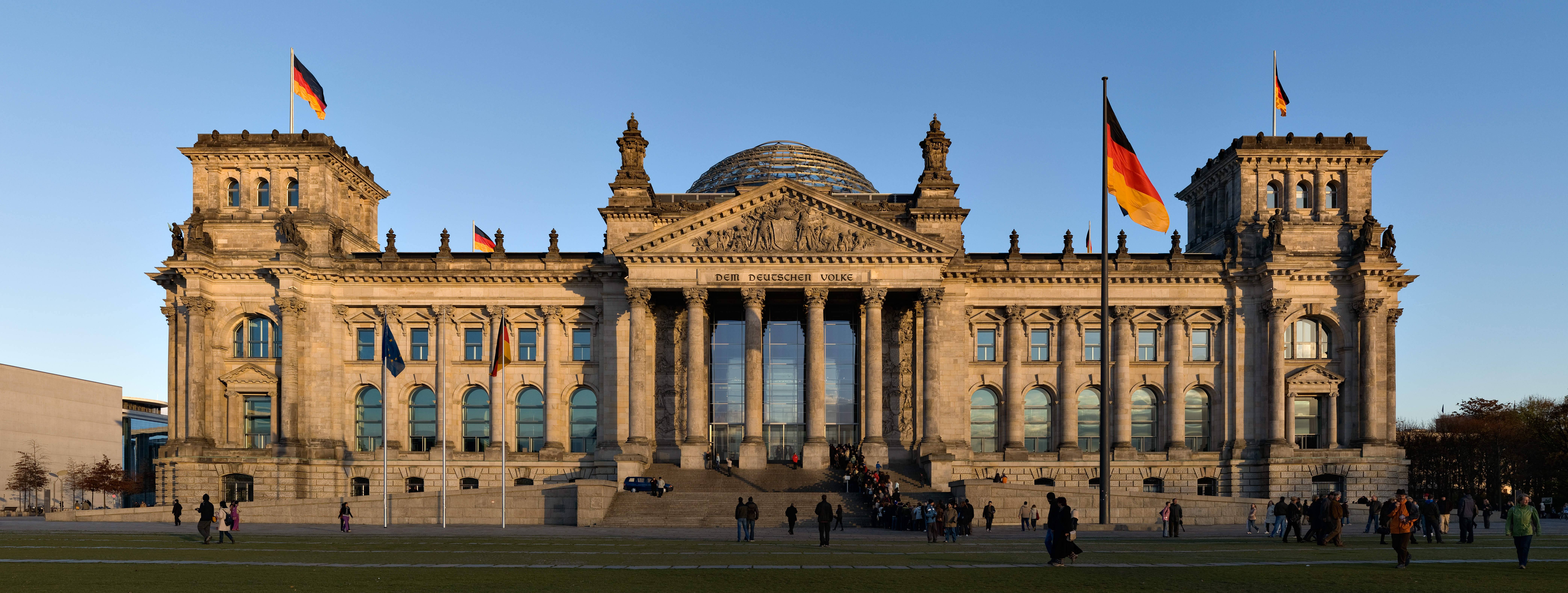
De Rijksdag in Berlijn, parlementsgebouw van 1894-1933 en weer sinds 1999

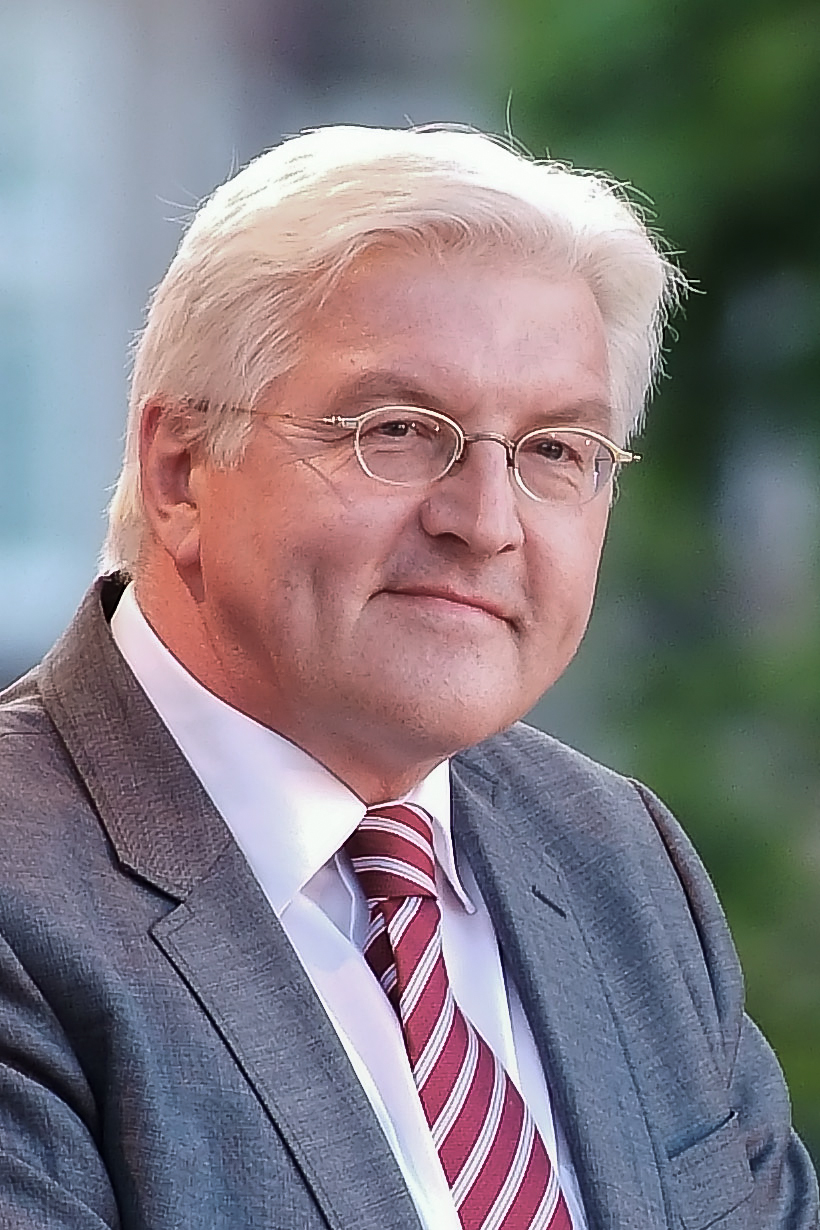
Frank-Walter Steinmeier, bondspresident sinds 2017

De Bondsrepubliek Duitsland is met haar grondwet van 23 mei 1949 een democratisch-parlementaire bondsstaat. De grondwet kan door een tweederdemeerderheid in Bondsdag en bondsraad gewijzigd worden. Enkele artikelen, waarin de basisprincipes van de grondwet zoals de federale structuur van de staat, de democratische, sociale en rechtsprincipes van de staat, en de onschendbaarheid van de menselijke waarde van het individu, zijn van iedere wijziging uitgesloten.
Het Duitse parlement heet Bondsdag (Deutscher Bundestag) en wordt normaliter elke vier jaar door de volwassen Duitsers gekozen. Het kiessysteem voor de Bondsdag baseert in principe op evenredige vertegenwoordiging maar heeft ook kenmerken van het meerderheidsstelsel. Een kiesdrempel van vijf procent zorgt ervoor dat heel kleine partijen buiten het parlement blijven. De Bondsdag vergadert in het historische gebouw van de Rijksdag in Berlijn. Er zijn maximaal 630 volksvertegenwoordigers. De Bondsdag is het machtigste orgaan in het politieke stelsel: het stemt over wetten, het kiest de regeringsleider (de bondskanselier), gedeeltelijk de bondspresident en de bondsrechters, het controleert de regering en de geheime diensten en het beslist over volkenrechtelijke verdragen en over de militaire inzet van het leger.
De huidige Bondsdag werd gekozen in 2025. De parlementsvoorzitter is de christendemocratische Julia Klöckner. 

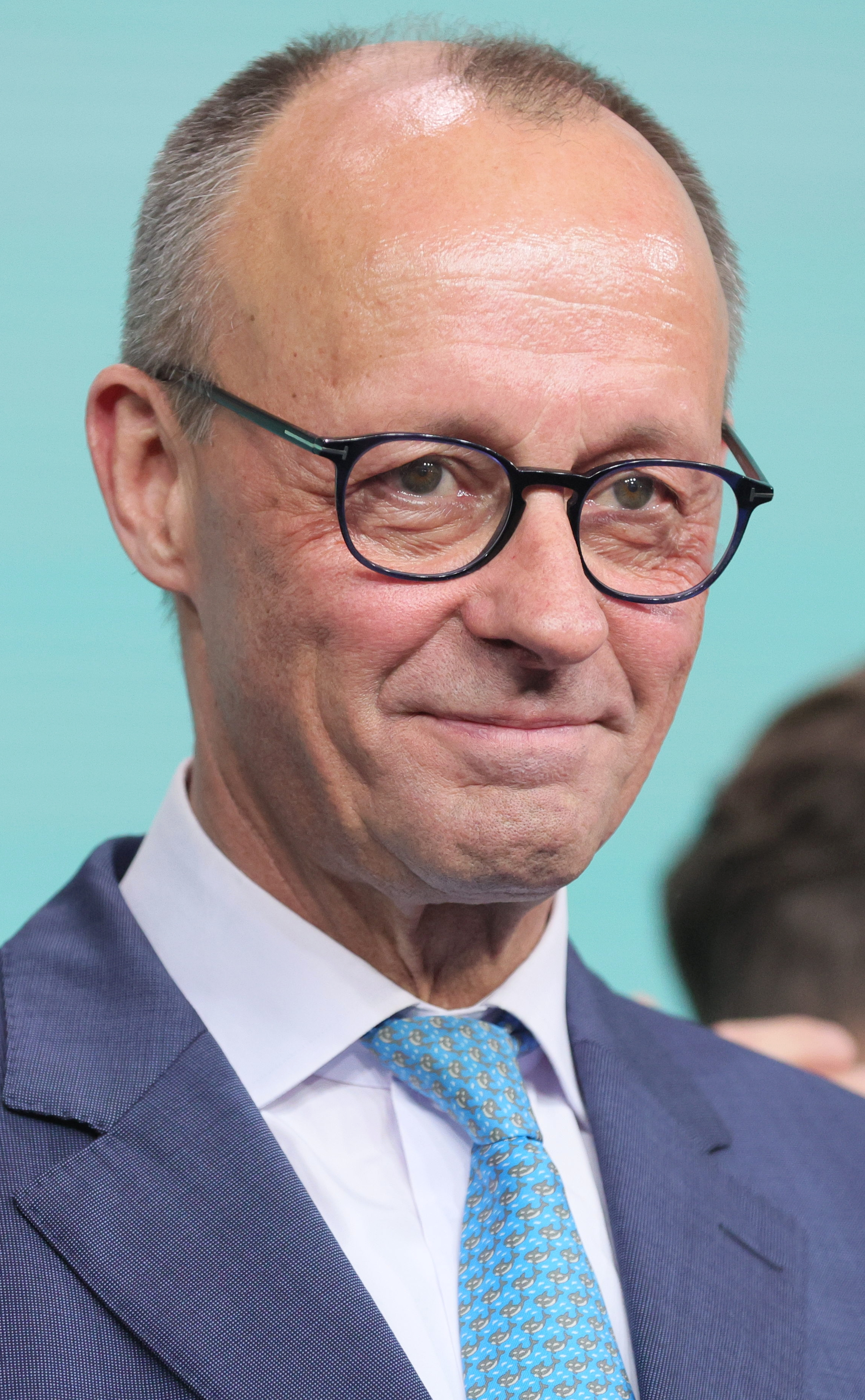
Bundeskanzler Friedrich Merz (sinds 2025)

De Duitse bondspresident (Bundespräsident der Bundesrepublik Deutschland) is het staatshoofd. Hij of zij vertegenwoordigt de republiek, tekent wetten en benoemt de regeringsleden. De bondspresident heeft ook een (beperkte) rol bij de verkiezing van een nieuwe regeringsleider, die echter in principe wordt gekozen door de Bondsdag. In de dagelijkse politiek is de bondspresident nauwelijks betrokken, maar hoe hij of zij de ceremoniële functies vervult is aan de persoon zelf. Hoewel verwacht wordt dat hij of zij boven de partijen staat, mag de bondspresident politieke opvattingen uitdrukken. Het staatshoofd wordt elke vijf jaar verkozen, door een speciaal orgaan, de bondsvergadering, die enkel voor dit doel samenkomt. De bondsvergadering bestaat uit alle Bondsdagleden en een even groot aantal van vertegenwoordigers van de deelstaatparlementen. Een bondspresident kan aansluitend aan zijn eerste ambtsperiode één keer worden herkozen.

Het politieke stelsel van de Bondsrepubliek volgens de Federale Grondwet (Grundgesetz)

De bondsregering (Bundesregierung) bestaat uit de bondskanselier (Bundeskanzler) en de bondsministers. De bondskanselier wordt door de Bondsdag gekozen, de bondsministers door de bondskanselier. In de praktijk echter moet de bondskanselier aan de wensen van zijn partij en de coalitiepartijen voldoen, echt uitzoeken kan hij niet meer dan twee, drie ministers. De regering, ook Bundeskabinett genoemd, werkt volgens drie principes:
- Ministerprincipe: Iedere minister kan over zaken beslissen die met zijn eigen ministerie te maken hebben.
- Kollegiaalprincipe: Over zaken die meerdere ministeries betreffen beslist het kabinet.
- Kanseliersprincipe: Volgens art. 65 van de grondwet heeft de bondskanselier de Richtlinienkompetenz. Over zaken die hij zeer belangrijk vindt kan hij alleen beslissen. In de praktijk gebruikt de kanselier dit recht nauwelijks, omdat het tot grote ontevredenheid van het kabinet zou leiden. Toch is de positie van de kanselier sterker dan die van regeringsleiders in veel andere landen.

### Bestuurlijke indeling
Tot de Bondsrepubliek horen Länder, deelstaten (niet officieel, maar vaker te horen is Bundesländer). Sinds 1990 zijn het zestien, daarvoor waren het tien plus West-Berlijn dat een speciale status had. De grondwet bepaalt waarover de bond alleen, waarover de bond en de deelstaten samen en waarover alleen de deelstaten kan/kunnen beslissen.
Een deelstaat heeft een grondwet, een parlement en een regering zoals een volwaardige staat. De deelstaatsregeringen sturen vertegenwoordigers naar de bondsraad (Bundesrat). Dit orgaan wordt niet als federale parlementskamer beschouwd, maar heeft wel die functie: wetten, die ook tot de competentie van de Länder horen, moeten ook door de bondsraad worden goedgekeurd. De bondsraad telt 69 leden.
Elk land heeft, afhankelijk van de grootte van zijn bevolking, drie tot zes stemmen, die echter 'in blok' uitgeoefend moeten worden. Omdat in veel deelstaatsregeringen niet dezelfde partijen zitten als in de bondsregering, is het vaak moeilijk om een toestemming van de bondsraad te krijgen.

### Partijen
Partijen bestaan in Duitsland sinds de jaren 1860. Al in het Keizerrijk vervulden ze in het parlement een belangrijke functie, sinds 1918 komen ook de regeringsleden uit zijn rijen. Van 1933 tot 1945 waren in Duitsland alle partijen behalve de nationaalsocialistische verboden. De meeste huidige partijen werden dus in 1945 (opnieuw) gesticht.
De grootse partij is de christendemocratische CDU, die in Beieren zelf niet optreedt maar het veld overlaat aan haar zusterpartij CSU. Samen vormen ze één fractie in de Bondsdag. De meeste bondskanseliers en bondspresidenten waren lid van de CDU/CSU, die samen ook die Union worden genoemd. De andere grote partij is de sociaaldemocratische SPD, die deze naam al sinds 1891 heeft. Deze twee partijen, de ene centrumrechts en de andere centrumlinks, worden vanwege hun grootte Volksparteien genoemd.
Nog in 1980 kregen CDU/CSU en SPD samen ruim negentig procent van de stemmen. Sindsdien werden kleinere partijen belangrijker. De liberale FDP bestaat sinds 1945/1948 en was in veel bondsregeringen vertegenwoordigd. In 1983 haalden de ecologisch-alternatieve Die Grünen de Bondsdag-kiesdrempel voor de eerste keer. Door de hereniging kwam in 1990 een linkssocialistische partij erbij, de voormalige communistische partij van de DDR. Sinds 2007 heeft ze na een fusie met een linkse SPD-afsplitsing de naam Die Linke. Sinds 2017 is de Alternative für Deutschland vertegenwoordigd in de Bondsdag.

### Justitie

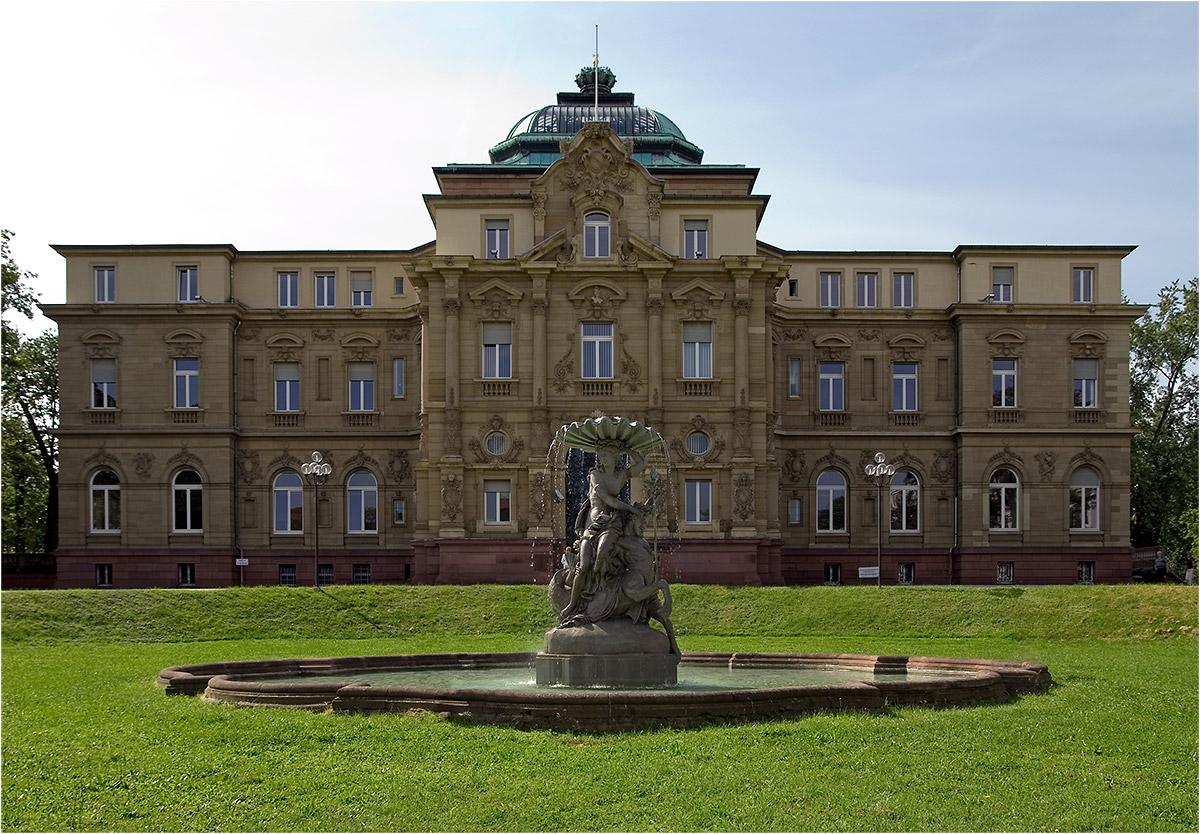
Het Bundesgerichtshof in Karlsruhe

Duitsland is een rechtstaat met een uitgebreid bouwwerk van rechtsprekende instanties. De basis daarvan wordt gevormd door de Amtsgerichten waarvan in ieder Landkreis of Kreis meestal een of meerdere zijn gevestigd. Het gerecht is bevoegd voor civiele zaken met een beperkt belang en minder zware strafzaken. Recht wordt in het algemeen gesproken door een alleenzittende rechter.
Boven de Amtsgerichten (vergelijkbaar met het kantongerecht in België en Nederland) staat het Landgericht. Naast beroepsinstantie voor de meeste zaken van de Amtgerichten zijn de Landgerichten bevoegd voor civiele zaken met een groter belang en voor zwaardere strafzaken. Hoofdregel is dat het Landgericht met meervoudige kamers recht spreekt. Anno 2015 telt Duitsland 115 Landgerichten.
Tegen uitspraken van het Landgericht staat hoger beroep open bij het Oberlandesgericht. Voor een beperkte categorie strafzaken is het college de eerste instantie. Ieder Land heeft ten minste een Oberlandesgericht, waarbij het gerecht in Berlijn traditioneel wordt aangeduid als Kammergericht. Aan de top van de juridische piramide staat het Bundesgerichtshof in Karlsruhe.
Naast deze piramide kent Duitsland nog gespecialiseerde colleges voor belastingrecht, arbeidsrecht, sociaal recht en bestuursrecht, waarbij er veelal sprake is van rechtspraak in twee instanties met als beroeps instantie een Bundeshof. Voor belastingen staat dat in München, voor arbeidszaken in Erfurt, voor sociaal recht in Kassel en voor bestuursrecht in Leipzig.
Duitsland heeft gekozen voor een systeem waarbij toetsing aan de grondwet aan rechters is opgedragen. Als gevolg daarvan heeft ieder Land een eigen Verfassungsgericht. Het Bundesverfassungsgericht in Karlsruhe is uiteindelijk het hoogste gerecht in Duitsland.

### Defensie
De Duitse strijdkrachten worden de Bundeswehr genoemd, ze bestaat sinds 1955 en omvat de drie Teilstreitkräfte: Heer (landmacht), Bundesmarine en Luftwaffe (luchtmacht). Vanaf begin was de Bundeswehr een leger met dienstplichtigen, maar in 2011 werd de dienstplicht opgeschort. De Bundeswehr had de langste tijd gedurende de Koude Oorlog een kleine half miljoen soldaten en in 2011 nog ongeveer een kwart miljoen. Sinds de vroege jaren 90 is de Bundeswehr ook buiten het NAVO-gebied actief, onder meer in Afghanistan.
De hoogste rang binnen het leger heeft de Generalinspekteur als adviseur van de bondsregering. Het militair opperbevel heeft wel de federale minister van defensie, in oorlogstijd de bondskanselier.

## Economie

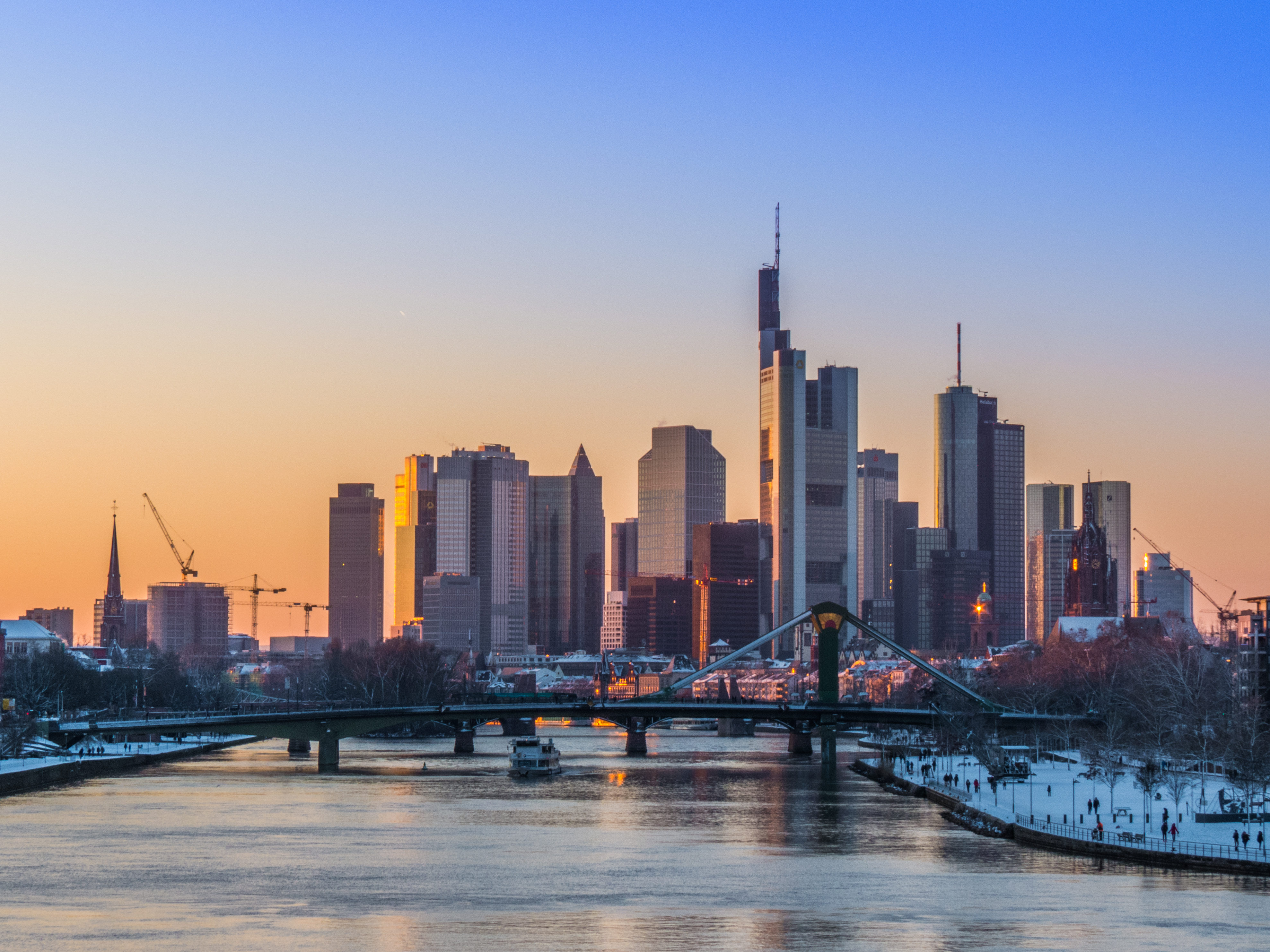
Frankfurt am Main is na Londen het grootste financiële centrum van Europa

Duitsland bezit op technologisch vlak de op drie na sterkste economie van de wereld, na de VS, China en Japan, maar structurele markteisen, waaronder de substantiële brutokosten voor het in dienst nemen van nieuwe werknemers, hebben werkloosheid tot een langdurig, persistent probleem gemaakt. Een vergrijzende bevolking, gecombineerd met hoge werkloosheid, bemoeilijkt de handhaving van de wettelijke sociale zekerheid: de lasten voor werkenden zijn onevenredig hoog geworden. De modernisering en integratie van de Oost-Duitse economie blijft een kostbaar langetermijnprobleem.

### Toerisme
Duitsland wordt steeds vaker bezocht door buitenlandse toeristen. Hier profiteren de deelstaten Brandenburg, Saksen, Beieren en Mecklenburg-Voorpommern het meest van. Nederlanders vormen de grootste groep buitenlandse toeristen. Toeristische plaatsen in Duitsland zijn de grote steden zoals Berlijn, München en Hamburg. Qua natuurgebieden zijn onder andere het Zwarte Woud, de Eifel, het Midden-Rijndal en de Beierse Alpen in trek. Daarnaast heeft Duitsland een aantal attractieparken zoals Europa-Park, Phantasialand, Legoland Deutschland, Heide-Park en Movie Park Germany. Europa-Park is daarbij het een na beste bezochte attractiepark van Europa.

## Verkeer en vervoer
- De grote steden van Duitsland beschikken over internationale vliegvelden; zie lijst van luchthavens in Duitsland.
- Duitsland heeft een uitgebreid net van autosnelwegen (Autobahnen) en autowegen; zie wegen in Duitsland.
- Ook is er een fijnmazig spoorwegnet voor vervoer per trein. Rond elke grote stad is er bovendien een S-Bahn (voorstadstreinen) netwerk te vinden.
- In elke grote stad zoals bijvoorbeeld Keulen, Frankfurt en München is er een metro- (U-Bahn) en/of tramnetwerk (Strassenbahn) te vinden, naast een uitgebreid busnetwerk.
- Het Fietsroutenetwerk D-net Duitsland verbindt het hele land door langeafstandsfietsroutes.
- Het land telt verschillende bewegwijzerde toeristische autoroutes (Ferienstrassen).

## Cultuur

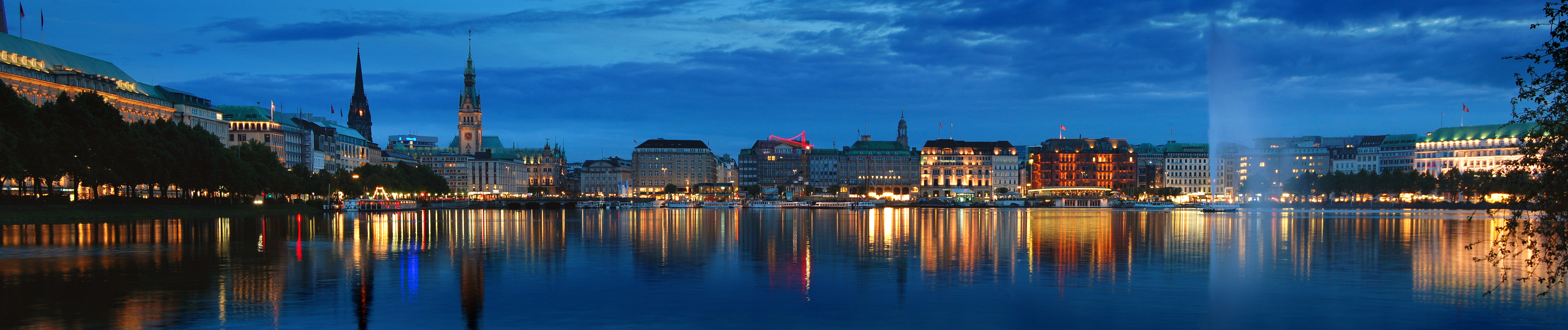
Hamburg is het culturele centrum van Noord-Duitsland

Zoals in veel andere landen van Europa had de cultuur van de Romeinen ook in Duitsland een grote invloed, al was slechts het deel ten westen van de Rijn en ten zuiden van de Donau geruime tijd door de Romeinen bezet. Sinds de Middeleeuwen kwamen er nieuwe impulsen uit Duitsland zelf, bijvoorbeeld door Albertus Magnus in de wijsbegeerte.

### Architectuur

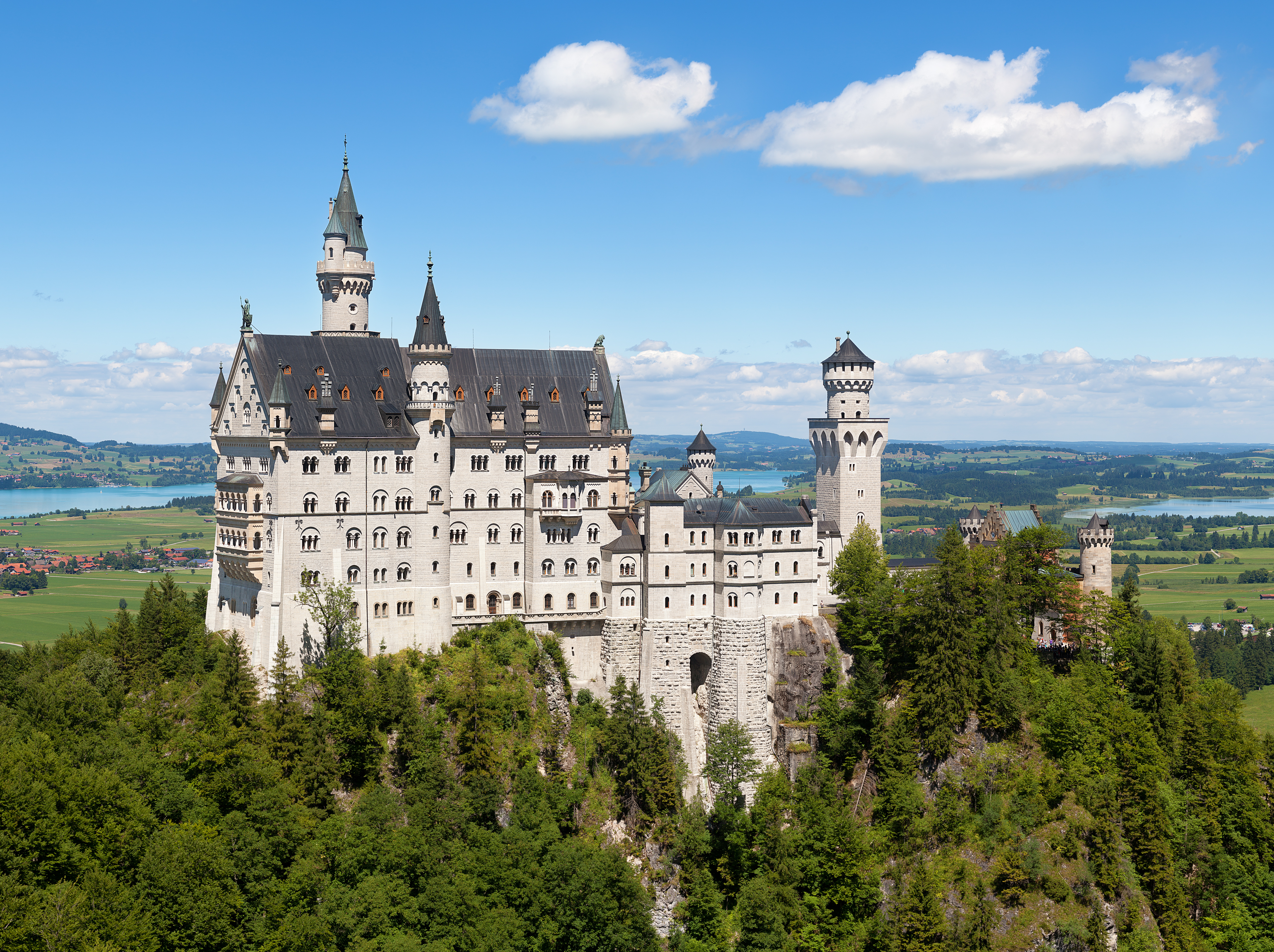
Slot Neuschwanstein in Hohenschwangau

Volgens een rondvraag van het Deutsche Tourismusverband en meinestadt.de is de Dom van Keulen de populairste bezienswaardigheid van Duitsland. Op plaats twee staat slot Neuschwanstein en op plaats drie de Frauenkirche te Dresden.
In de Tweede Wereldoorlog heeft Duitsland veel gebouwen verloren; deels zijn ze weer opgebouwd zoals het historische centrum van Münster. Vooral in kleinere stadjes zijn veelal historische bouwwerken uit de middeleeuwen bewaard gebleven, een voorbeeld is Rothenburg ob der Tauber.
Bij de natuurlandschappen van Duitsland gaat het om grote bossen, vaak in de middelgebergtes zoals het Beierse Woud, en om de Waddenzee zoals het Niedersächsisches Wattenmeer.

### Cinema

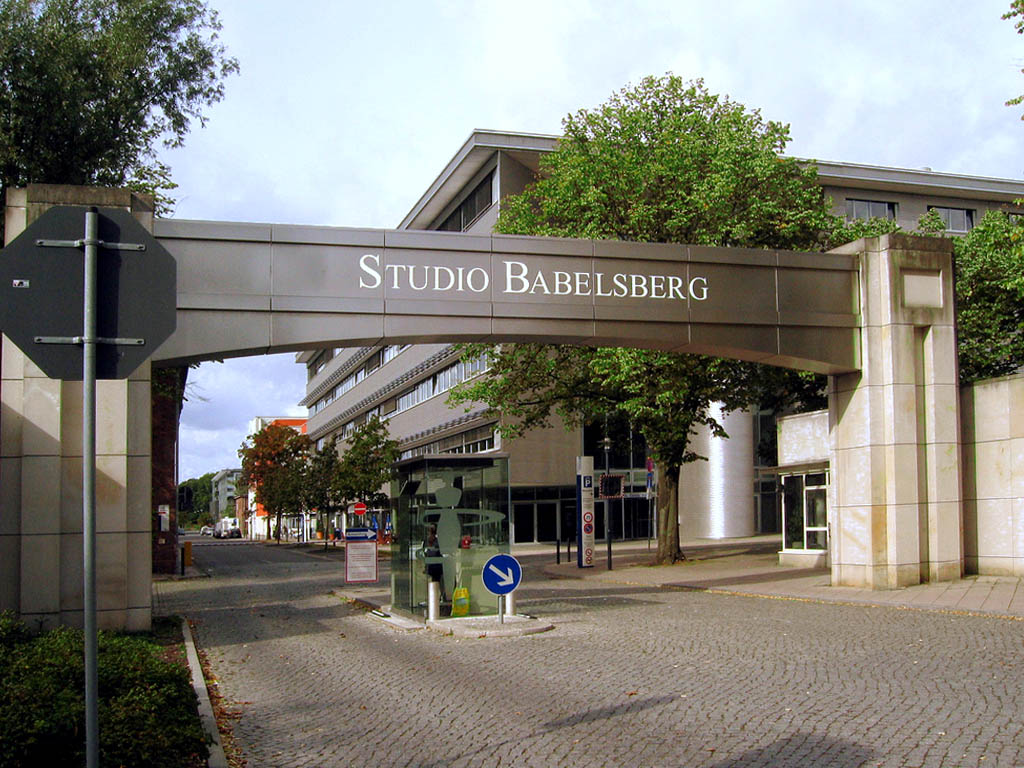
Studio Babelsberg, 's werelds oudste filmstudio

De Duitse cinema bestaat al zo lang als het medium film bestaat, al sinds het einde van de 19e eeuw. In 1895 gaven de broers Max en Emil Skladanowsky hun eerste voorstelling met de door hen ontwikkelde filmprojector genaamd Bioskop, waarbij voor het eerst een filmvoorstelling werd gegeven met een betalend publiek. Daarmee was de bioscoop geboren.
De jaren na de Eerste Wereldoorlog vormden de hoogtijdagen van de Duitse cinema. De stomme films uit deze periode waren meestal expressionistische films, zoals Das Cabinet des Dr. Caligari (1920), Nosferatu, eine Symphonie des Grauens (1921) en Metropolis (1927). Ook deed het genre Bergfilm zijn intrede waarin te zien was hoe de hoofdpersonen zich moesten redden in de harde natuur van de bergen.
Halverwege de jaren 20 deed de nieuwe zakelijkheid zijn intrede in de filmwereld. Hierbij werden seksualiteit, schandalen en mensen die ten onder gingen op het witte doek gebracht, zoals in Die Büchse der Pandora (1929) en Der blaue Engel (1930). Deze laatste was ook de eerste Duitse film met geluid en werd zowel in het Duits als in het Engels opgenomen. De film maakte van Marlene Dietrich direct een internationale ster.

### Muziek
De Duitsers hebben een rijke muzikale geschiedenis met enkele van de meest gerenommeerde componisten van de klassieke muziek, zoals Ludwig van Beethoven, Johann Sebastian Bach, Johannes Brahms en Richard Wagner.
| Immanuel Kant (1724–1804) | J.W. von Goethe (1749–1832) | Friedrich Schiller (1759–1805) | Gebroeders Grimm (1785–1863) | Thomas Mann (1875–1955) | Hermann Hesse (1877–1962) |
| ------------------------- | --------------------------- | ------------------------------ | ---------------------------- | ----------------------- | ------------------------- |
|                           |                             |                                |                              |                         |                           |

### Wetenschap

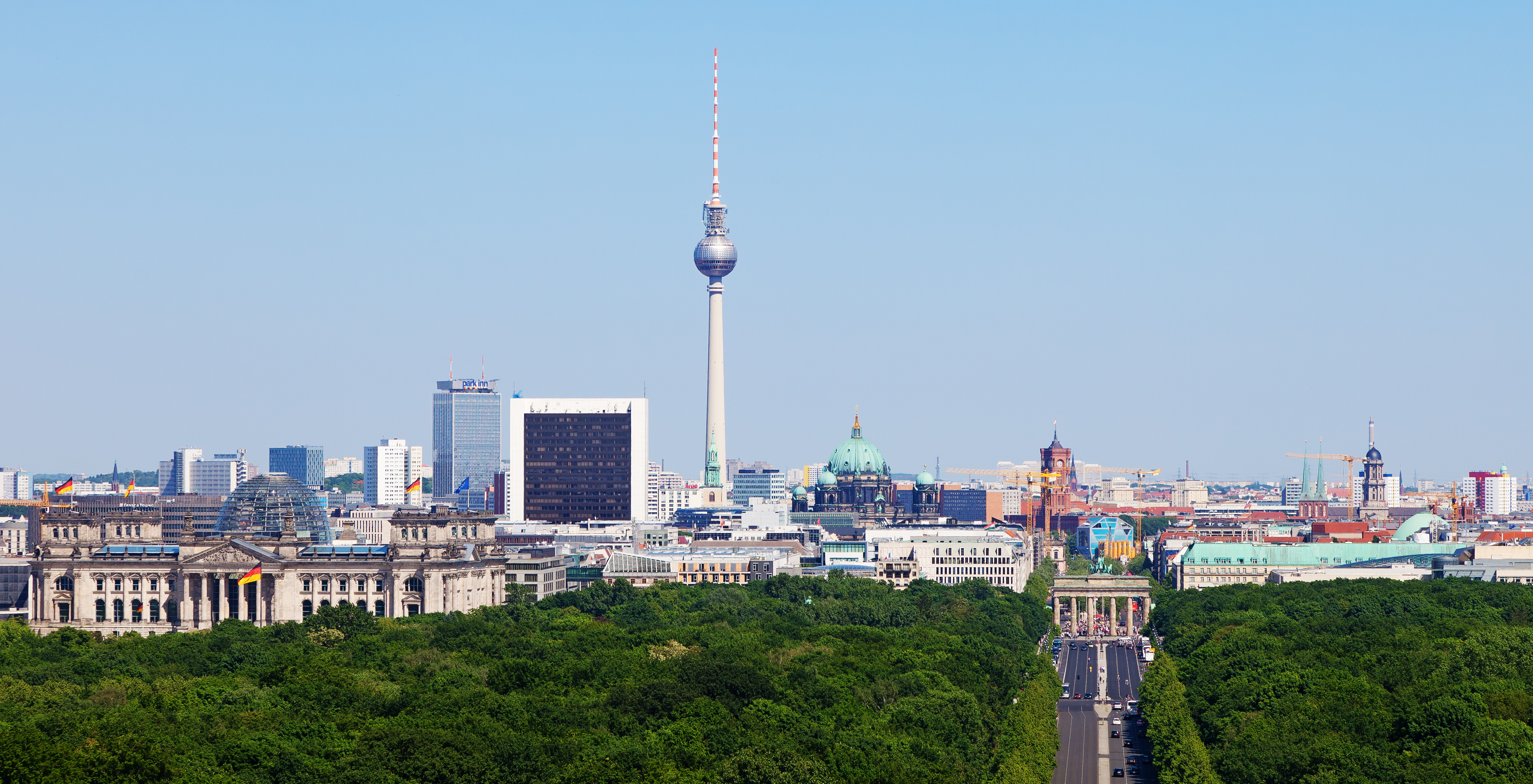
De metropool Berlijn is een centrum van cultuur en wetenschap

De 19e eeuw zag de politieke eenwording van Duitsland, maar ook een groei van wetenschappelijke en culturele uitingen. Rond 1900 was Duitsland een van de meest vooraanstaande landen op die gebieden. Daarvan getuigden in de volgende jaren onder meer de vele Nobelprijzen voor Duitsers, bijvoorbeeld voor Wilhelm Conrad Röntgen (natuurkunde, 1901), Emil von Behring (geneeskunde, 1901) en de historicus Theodor Mommsen (literatuur, 1902). Veel moderne uitvindingen hebben meer dan één uitvinder; belangrijk voor de ontwikkeling van de auto waren Carl Benz en Gottlieb Daimler, voor de tv Paul Nipkow en Karl Ferdinand Braun en voor de telefoon Philipp Reis. Op het gebied van de quantummechanica moet Werner Karl Heisenberg genoemd worden.
Het isolement tijdens de Eerste Wereldoorlog, de emigratie vanwege het nationaalsocialisme sinds 1933 en de onzekere situatie na 1945 waren grote tegenslagen voor de Duitse cultuur en wetenschap. De gevolgen zijn gedeeltelijk nog steeds te voelen. Ondanks brain-drain naar de VS is de Duitse bijdrage aan cultuur en wetenschap van de wereld wel nog groot.
De Duitse gezondheidszorg is een van de meest geavanceerde in de wereld, hetgeen tot uiting komt in de zeer lage kindersterfte, hoge levensverwachting en het hoge percentage van succesvolle operaties.